# Deute de sang
Deute de sang (títol original en anglès: Blood Work) és una pel·lícula estatunidenca del 2002 dirigida i produïda per Clint Eastwood i interpretada per ell mateix i Jeff Daniels, Wanda De Jesus i Anjelica Huston. Aquesta pel·lícula ha estat doblada al català.

## Argument
Terry McCaleb, un veterà investigador de l'FBI, camina rere la pista d'un psicòpata anomenat pels mitjans de comunicació l'"assassí del codi". Després de visitar una de les escenes del crim on acaba d'actuar, Terry el descobreix entre la multitud, començant una persecució que li provocarà un infart de cor i el seu retir del servei actiu.

## Repartiment
| Actor              | Personatge               | Doblatge al català   |
| ------------------ | ------------------------ | -------------------- |
| Clint Eastwood     | Terry McCaleb            | Jesús Ferrer         |
| Jeff Daniels       | Jasper 'Buddy' Noone     | Sergi Zamora         |
| Anjelica Huston    | Dra. Bonnie Fox          | Maria Luisa Solá     |
| Wanda De Jesus     | Graciella Rivers         | Maria Jesús Lleonart |
| Tina Lifford       | Detectiu Jaye Winston    | Mayte Supervia       |
| Paul Rodriguez     | Detectiu Ronaldo Arrango | Domènech Farell      |
| Dylan Walsh        | Detectiu John Waller     | Carles Di Blasi      |
| Mason Lucero       | Raymond Torres           | Elisabet Bargalló    |
| Gerry Becker       | Sr. Toliver              |                      |
| Rick Hoffman       | James Lockridge          |                      |
| Alix Koromzay      | Sra. Cordell             | Roser Aldabó         |
| Igor Jijikine      | Mikhail Bolotov          |                      |
| June Kyoto Lu      | Sra.Kang                 |                      |
| Dina Ruiz Eastwood | Reportera #1             |                      |
| Beverly Leech      | Reportera #2             |                      |